# Zwillbrocker Venn
Das Zwillbrocker Venn ist ein Wald-, Moor-, Feuchtwiesen- und Gewässergebiet im Kreis Borken in Nordrhein-Westfalen, unmittelbar an der Grenze zu den Niederlanden. Bereits 1938 wurden Teile des Gebietes als Naturschutzgebiet ausgewiesen.

## Geographie und Geschichte
Das Zwillbrocker Venn befindet sich am westlichen Rand des Münsterlands westlich von Vreden, nördlich des westlichen Ruhrgebiets und südlich des zu Vreden gehörenden Kirchdorfs Zwillbrock. Es ist aus einem Hochmoor entstanden; nach dem Ende des Torfabbaus verblieb ein See mit geringer Tiefe, der heute Heimat einer vielschichtigen Pflanzen- und Tierwelt ist.
Das Zwillbrocker Venn ist ferner uralter Siedlungsraum: Bodenfunde weisen auf Jäger- und Sammlergruppen am Rande des Venns während der ausgehenden Altsteinzeit (ca. 10.000 v. Chr.) hin.

## Tierwelt
Das Zwillbrocker Venn galt als größte binnenländische Lachmöwenkolonie Deutschlands (ca. 16.000 Tiere in den 1980er Jahren) und nördlichster Brutplatz für Flamingos weltweit (ca. 40 Tiere). Seit dem Beginn der 1990er Jahre konnte eine deutliche Abnahme der Lachmöwenbrutpaare beobachtet werden, wie es auch auf den Bestand landesweit und in den Niederlanden zutraf. In den letzten Jahren ist die Zahl der Lachmöwenbrutpaare wieder leicht angestiegen, im Jahr 2021 brüteten etwa 5000 Lachmöwenpaare im Zwillbrocker Venn. Der Bestand an Flamingos nimmt allerdings langsam zu. Besonders in den Monaten Mai und Juni können bis zu 60 Flamingos in der Brutkolonie im Zwillbrocker Venn beobachtet werden.
Während die Möwen ganzjährig im Zwillbrocker Venn zu finden sind, ziehen die Flamingos in den Wintermonaten ins südwestliche Holland.
Im Gebiet brüten auch die Vogelarten Bekassine, Blaukehlchen, Blässhuhn, Feldschwirl, Großer Brachvogel, Höckerschwan, Knäkente, Krickente, Löffelente, Reiherente, Rohrweihe, Rotschenkel, Schnatterente, Schwarzhalstaucher, Stockente, Tafelente, Wasserralle, Wiesenpieper, Wiesenschafstelze und Zwergtaucher.
Im Gebiet sind die Libellenarten Gemeine Becherjungfer, Blaugrüne Mosaikjungfer, Blutrote Heidelibelle, Braune Mosaikjungfer, Fledermaus-Azurjungfer, Frühe Adonislibelle, Gebänderte Prachtlibelle, Gemeine Binsenjungfer, Gemeine Heidelibelle, Falkenlibelle, Glänzende Binsenjungfer, Große Heidelibelle, Große Pechlibelle, Großer Blaupfeil, Große Königslibelle, Hufeisen-Azurjungfer, Mond-Azurjungfer, Nordische Moosjungfer, Plattbauch Schwarze Heidelibelle, Speer-Azurjungfer, Torf-Mosaikjungfer, Vierfleck und Weidenjungfer nachgewiesen.

## Flamingos im Zwillbrocker Venn
Im Zwillbrocker Venn kommen die Arten Rosaflamingo (Phoenicopterus roseus), Kubaflamingo (Phoenicopterus ruber) und Chileflamingo (Phoenicopterus chilensis) vor. Natürlicherweise kommt der Rosaflamingo in Süd-Europa, Afrika, Südwest-Asien und Süd-Asien, der Kubaflamingo in der Karibik und Südamerika und der Chileflamingo in Südamerika vor. 1970 wurden im Venn erstmals zwei Flamingos unbestimmter Artzugehörigkeit beobachtet. In den nächsten Jahren gab es weitere Einzelbeobachtungen. Im Jahr 1982 siedelten sich dann sechs Chileflamingos im Venn an und bauten Nester. Es kam zu keinem Bruterfolg. 1983 erschienen im Frühjahr zwölf Chileflamingos und erstmals schlüpften zwei Jungvögel. Ein Jungvogel verendete und der andere Jungvogel wurde in einen Tierpark gebracht, da man vermutete, dass er unter den Umweltbedingungen Mitteleuropas nicht flügge werden könne. 1985 wurden drei Jungvögel in Tierparks verfrachtet, während einer in der Natur ausfliegen durfte. Von 1983 bis 1989 wurden insgesamt 13 Jungvögel in Tierparks gebracht. 1986 gehörte erstmals der Rosaflamingo zu der Flamingokolonie. Seit 1993 wurden auch Jungvögel des Rosaflamingos flügge. Im Jahr 1994 taucht erstmals der Kubaflamingo in der Kolonie auf. Es gab immer wieder erfolgreiche Mischbruten Chileflamingo x Rosaflamingo und Rosaflamingo x Kubaflamingo, wobei vom Kubaflamingo überhaupt meist nur ein Vogel in der Kolonie war. 2006 erfolgte der erste Nachweis des Zwergflamingo (Phoeniconaias minor) in der Kolonie. Vom Zwergflamingo wurden bis 2010 nur Einzelvögel beobachtet, welche nicht am Brutgeschäft beteiligt waren. Seit 1989 waren, Jungvögel eingeschlossen, 26 bis 40 Flamingos pro Jahr in der Kolonie.
Von 1993 bis 2006 wurden pro Jahr sechs bis 17 Brutpaare Flamingos im Venn gezählt. Inzwischen hat schon die dritte Generation von Flamingos in der Kolonie gebrütet. Von 1983 bis 1995 gab es jedes Jahr Jungvögel in der Kolonie. Von 1996 bis 2000 waren alle Bruten aufgrund von Prädation durch Raubsäuger – hauptsächlich wohl durch den Rotfuchs – erfolglos. Die Raubsäuger konnten ab 1996 die Brutinsel wegen der Verlandung im See erreichen. Seit 2001 gibt es wieder Bruterfolg, da optimale Brutplatzbedingungen durch die Regulierung des Wasserstands im See und den Bau eines Elektrozaunes geschaffen wurden. Von 1983 bis 2005 wurden 177 Nester gebaut und 72 Jungvögel flügge. 40,7 % der Jungvögel der Kolonie wurden flügge. Dies ist in etwa der gleiche Wert wie bei Kolonien anderswo auf der Welt. Bis 2005 wurden pro Jahr ein bis acht Jungvögel flügge.
Seit 1987 werden die Jungvögel der Kolonie beringt. Von 1995 an wurden 5,5 cm hohe Plastikringe mit Code genutzt. Diese Code-Ringe können mit dem Fernglas abgelesen werden und genaue Daten zu einzelnen Tieren liefern.
Nach dem Abzug aus dem Venn im Herbst werden Rastgebiete wie IJsselmeer, Veluwemeer und Oostvaardersplassen aufgesucht. Überwinterungsgebiet ist das Volkerakmeer im Rhein-Maas-Delta. Anfangs werden die Jungvögel noch von den Eltern gefüttert. Ende Februar bis Anfang März kehren die Flamingos, je nach Witterungsbedingungen ins Venn zurück. In strengen Wintern kommen sie hingegen erst Anfang April ins Gebiet zurück. Die Subadulten (Vögel, welche im Vorjahr erbrütet wurden) bleiben in der Regel im Überwinterungsgebiet und kommen erst als Adulte wieder zur Kolonie.
Die Flamingos im Venn leben vom Plankton im See. Wegen des Kots durch mehrere Tausend dort brütender Lachmöwen gibt es ausreichend Plankton für die Flamingos. Die Flamingos der Kolonie zeigen auch die gleiche Rotfärbung des Gefieders wie in anderen Kolonien.
Die genaue Herkunft der verschiedenen Flamingos konnte nie geklärt werden. Es wird davon ausgegangen, dass es sich bei den Chileflamingos, Zwergflamingos und Kubaflamingos um aus Tierhaltungen entflogene Vögel (Gefangenschaftsflüchtlinge) handelt, da wilde Flamingos dieser Arten nicht bis Europa ziehen. Bei den Rosaflamingos in der Kolonie könnte es sich zum Teil um Wildvögel aus Südeuropa handeln.
Die Flamingos haben sich zur Hauptattraktion und zum Sympathieträger des Zwillbrocker Venns entwickelt. Verschiedene Medien haben wiederholt über die Flamingo-Kolonie berichtet. Sie ist ein Alleinstellungsmerkmal der Region und wird als Marketing-Label genutzt.  Shirts, Tassen usw. mit Flamingomotiven werden in der Region verkauft.
2025 zählte man fast 100 Flamingos, den bisherigen Rekordwert. Über 20 Brutpaare begannen zu brüten und die ersten Küken waren Mitte Juni geschlüpft. Anfang Juli verließen die Flamingos das Venn, als ein Fuchs in den Brutbereich eindrang.

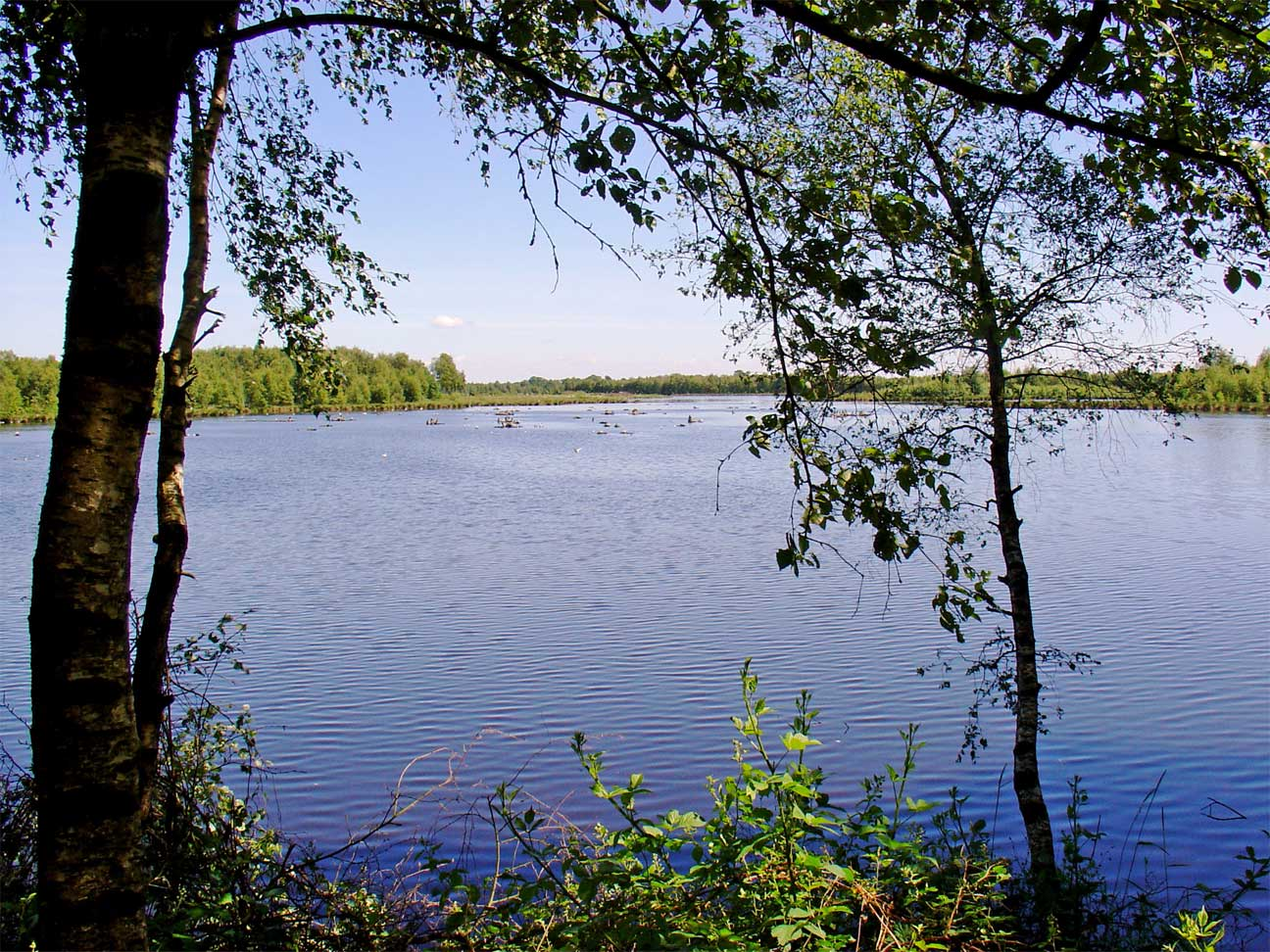
Zentraler See im Zwillbrocker Venn
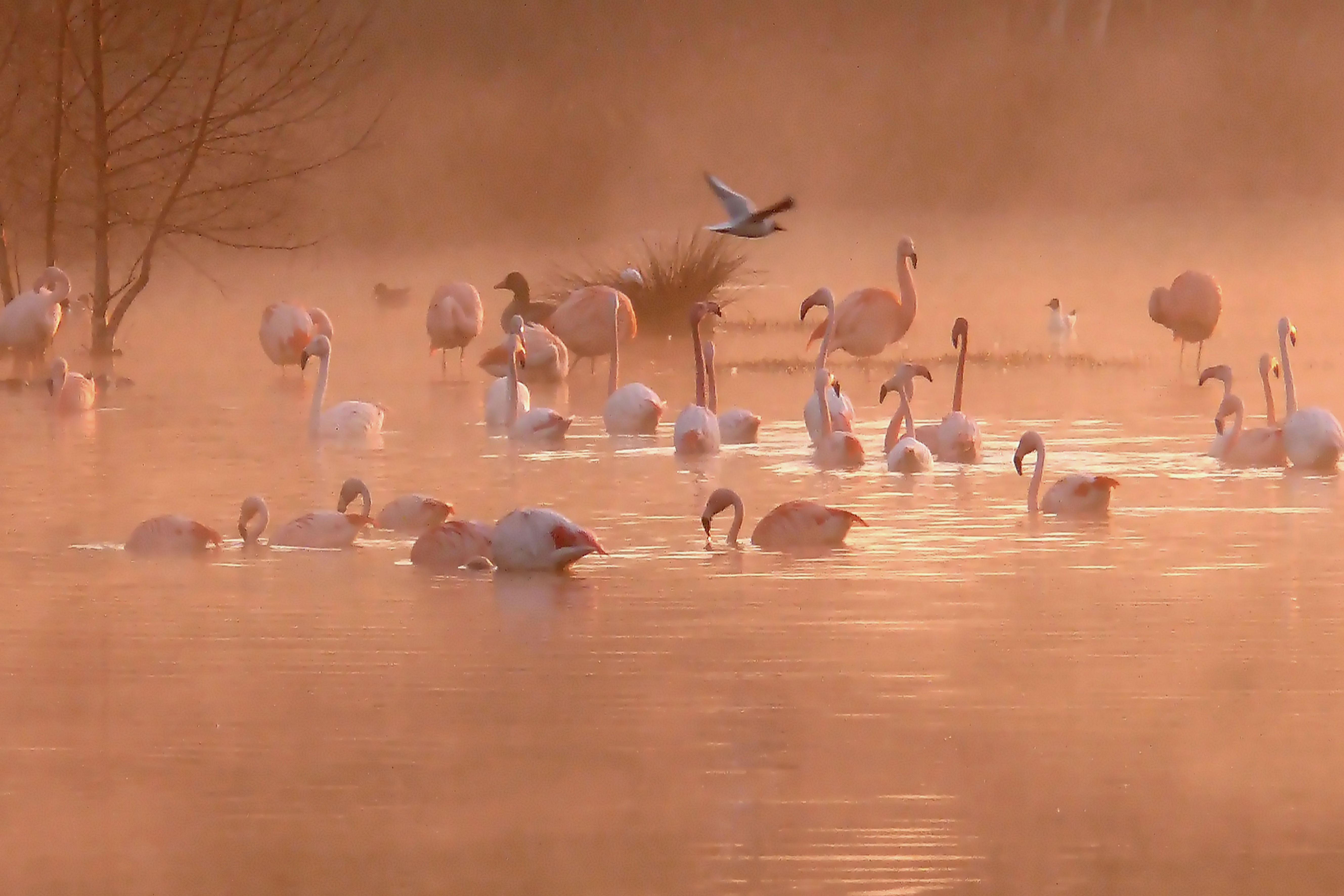
Flamingos im Morgenrot
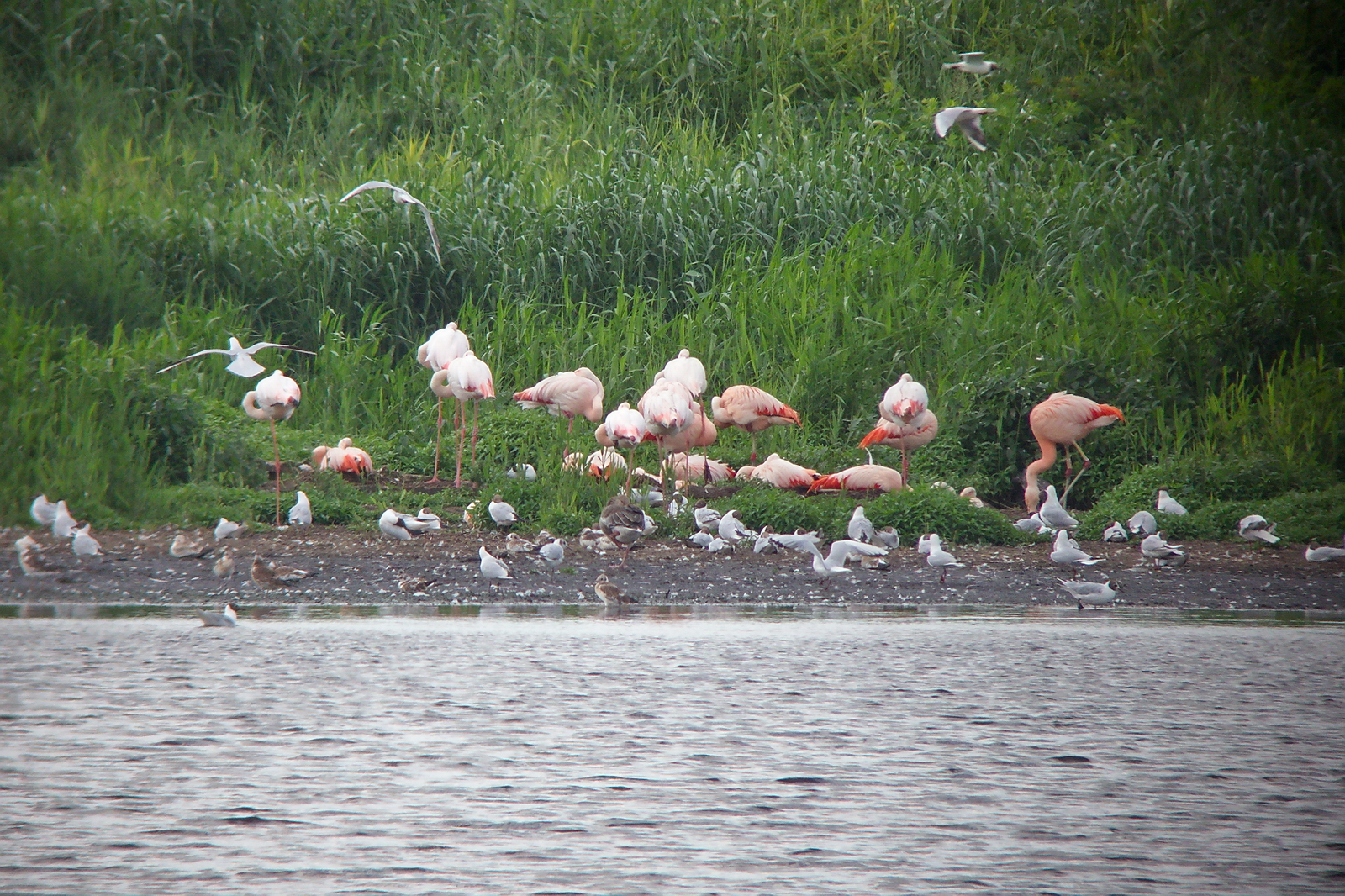
Gruppe Chileflamingos vom Ostufer gesehen
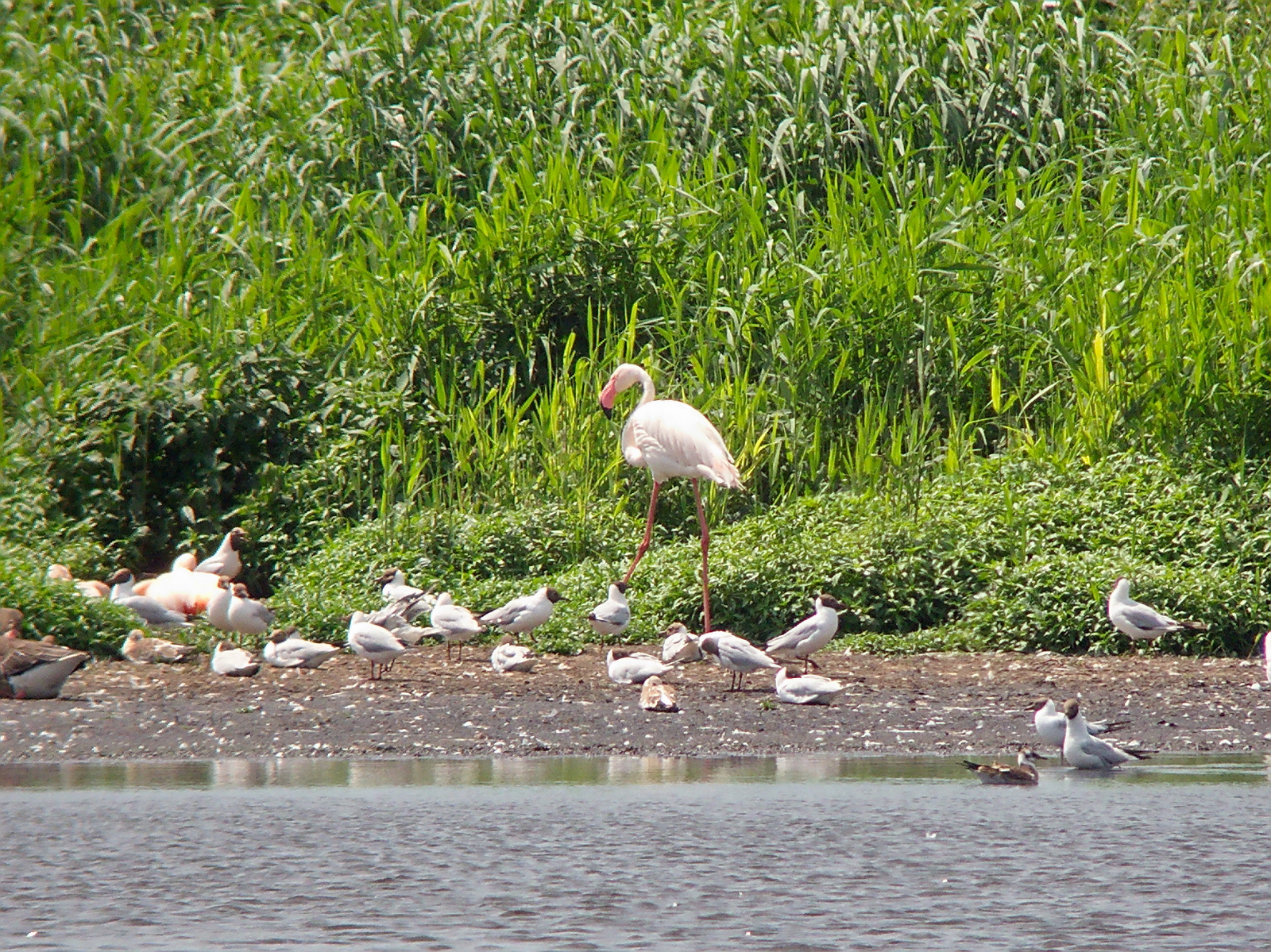
Rosaflamingo vom Ostufer
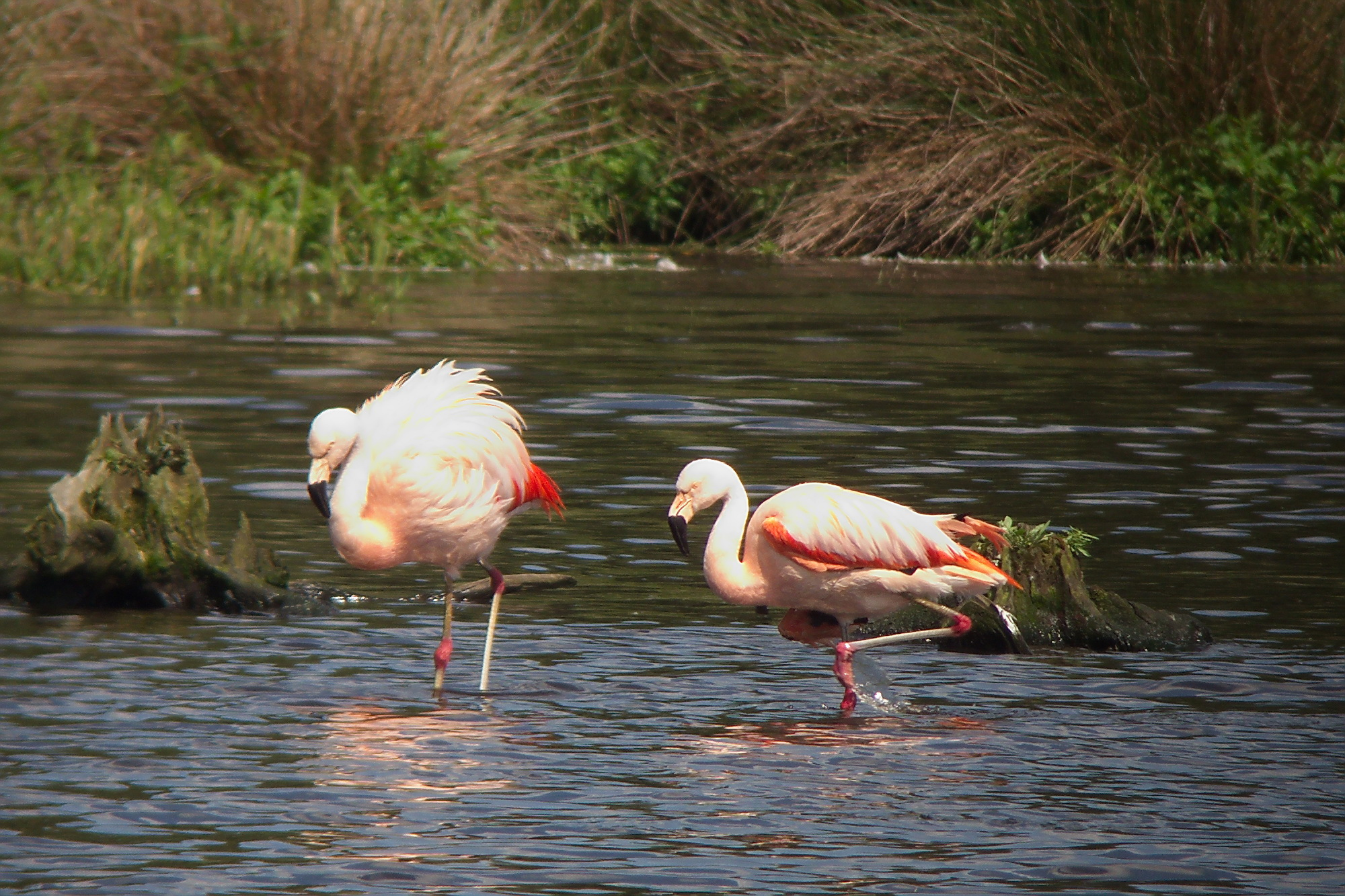
Chileflamingos vom Westufer gesehen

## Tourismus
Das 176 Hektar große Zwillbrocker Venn ist als Teil des Naturschutzgebiets „Zwillbrocker Venn“ und Vogelschutzgebiets „Moore und Heiden des westlichen Münsterlandes“ eingestuft sowie gemeinsam mit der Barockkirche St. Franziskus aus dem 18. Jahrhundert im Ort Zwillbrock ein beliebtes Touristenziel. Auf dem etwa sechs Kilometer langen Rundwanderweg mit drei Beobachtungshütten lässt sich das Venn erkunden. Die Aussichtsplattformen bieten hierbei einen guten Blick auf die Tierwelt.

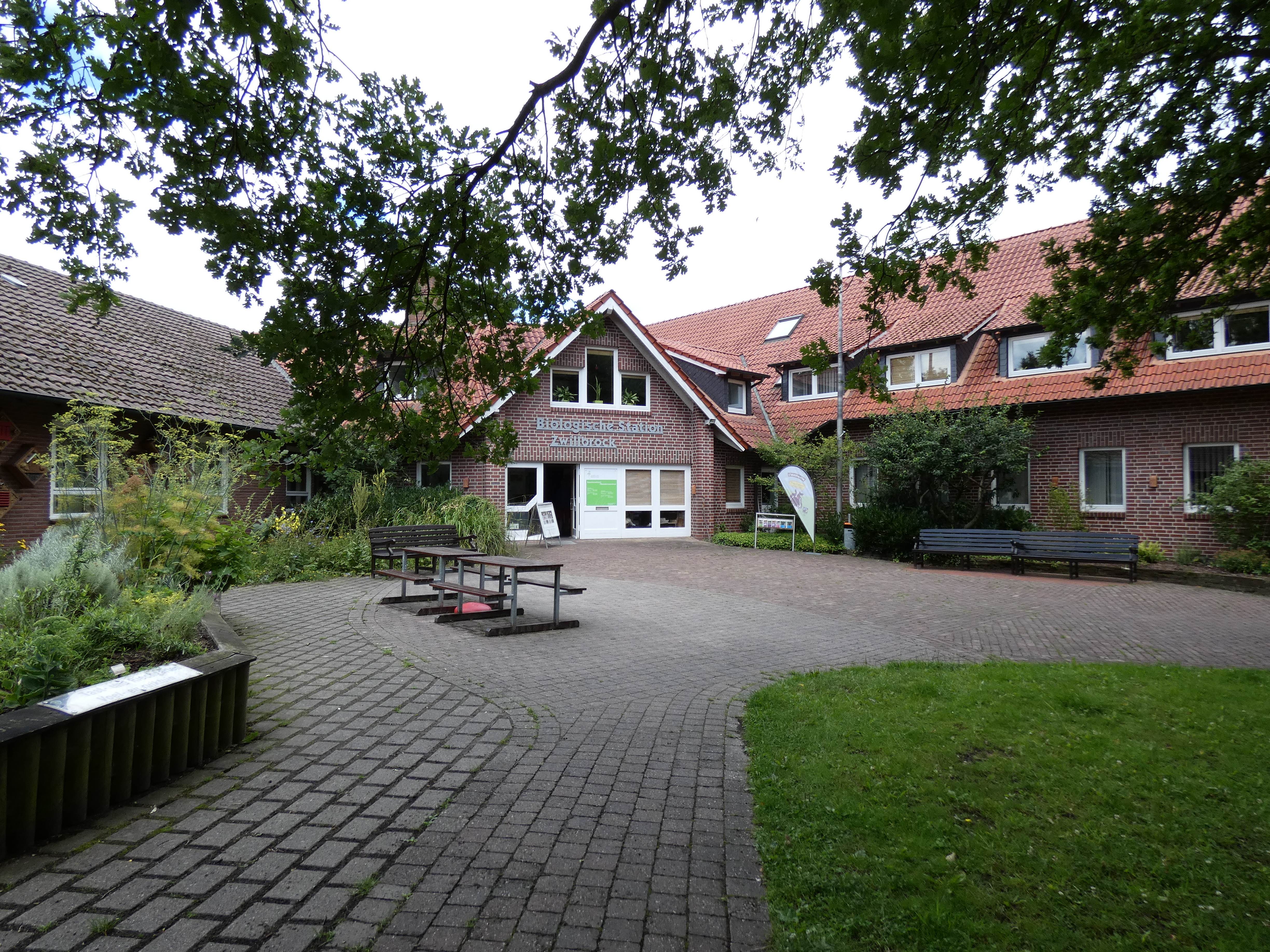
Biologische Station Zwillbrock

Die Biologische Station Zwillbrock betreut verschiedene Naturschutzgebiete im Kreis Borken und bietet u. a. Führungen durch das Venn an. In einer Dauerausstellung werden umfangreiche Informationen zu den Naturschutzgebieten gegeben.
Ferner führen mehrere Radwanderwege aus Deutschland und den Niederlanden zum Zwillbrocker Venn. Zu diesen Radwanderwegen gehört die über 450 km lange, grenzüberschreitende Flamingoroute, die ihren Namen den im Zwillbrocker Venn brütenden Flamingos verdankt.